# Bizaardvark

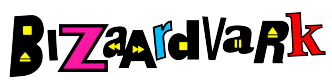
Logo van Bizaardvark

Bizaardvark is een Amerikaanse komedie televisieserie gemaakt door Kyle Stegina en Josh Lerhman. De première was op Disney Channel op 24 juni, 2016. De serie heeft 3 seizoenen met 63 afleveringen. De sterren van de show zijn Olivia Rodrigo, Madison Hu, Jake Paul, DeVore Ledridge, Ethan Wacker, Maxwell Simkins, en Elie Samouhi. De serie heeft normale afleveringen, maar ook shorts genaamd: Bizaardvark Shorts

## Verhaal
Frankie Wong en Paige Olvera zijn twee beste tienervrienden die grappige liedjes en komische video's op internet plaatsen. Nadat ze 10.000 abonnees hebben bereikt op hun Vuuugle-kanaal Bizaardvark, een samenvoeging van de woorden "bizar" en "aardvark", worden ze toegelaten tot de Vuuugle-studio's, waar ze hun video's maken terwijl ze deze ook moeten delen met andere "Vuuuglers". . In het derde seizoen behoren Frankie en Paige tot de Vuuuglers die het Vuuugle-huis in Malibu bezoeken, waar ze, samen met Amelia en Bernie, Zane en Rodney ontmoeten, twee nieuwe Vuuuglers.

## Afleveringen
| Seizoenen | afleveringen | Eerst uitgezonden | Laatst uitgezonden |
| --------- | ------------ | ----------------- | ------------------ |
| 1         | 20           | 24 juni, 2016     | 27 januari 2017    |
| 2         | 22           | 23 juni 2017      | 13 april 2018      |
| 3         | 21           | 24 juli 2018      | 13 april 2019      |

## Rolverdeling

### Hoofdrollen
- Madison Hu als Frankie Wong, een ster van Bizaardvark die keyboard en piano speelt.
- Olivia Rodrigo als Paige Olvera, de andere ster van Bizaardvark die gitaar speelt.
- Jake Paul als Dirk Mann (seizoenen 1–2), de ster van "Dare Me Bro", waar hij durfverzoeken aanneemt die hij uitvoert.
- DeVore Ledridge als Amelia Duckworth, de ster van "Perfect Perfection with Amelia" met details over mode en zelfhulptips voor meisjes. In het derde seizoen verandert Amelia de naam van haar serie in Imperfect Imperfection, in het licht van het feit dat haar zusje Willow bij haar komt wonen.
- Ethan Wacker als Bernie Schotz, een vriend van Frankie en Paige die hun agent wordt. Hij raakt ook bevriend met Dirk en wordt verliefd op Amelia.
- Maxwell Simkins als Zane (seizoen 3), een nieuwe Vuuugle-ster, Rodney's beste vriend, en de ster van "Zane Unboxed", waar hij verhalen vertelt die verband houden met het uitpakken van items.
- Elie Samouhi als Rodney (seizoen 3), een nieuwe Vuuugle-ster, Zane's beste vriend, en de ster van "What's in M'Hair?", Waar hij verschillende dingen tevoorschijn haalt die in zijn haar voorkomen.

### Bijrollen
- Johnathan McClain als Liam, de zoon van Vuuugle's schepper die via een robotisch tv-scherm met de Vuuuglers spreekt.
- Ellen Ratner als oma, de grootmoeder van Bernie die bij haar inwoont en in haar leven veel klusjes heeft gedaan.
- Maya Jade Frank als Belissa (seizoenen 1–2), een superfan van Bizaardvark die de webmaster is van de fansite "I Heart Vark"
- Adam Haas Hunter als Viking Guy (seizoenen 2-3), een lange Viking die de ster is van Vuuugle's "Live Like a Viking" -kanaal
- Rachna Khatau als directeur Karen (seizoenen 2-3), de directeur van Sierra High School die de goedkeuring zoekt van studenten die later een fan worden van Bizaardvark zoals Belissa deed.
- Kevin Will als Coach Carlson (seizoenen 2–3), de gymleraar op Sierra High School.
- Caitlin Reagan als Willow (seizoen 3), Amelia's jongere zus die een aardekind-levensstijl heeft ontwikkeld waarin ze veganist wordt, met uitzondering van nacho's, yogavormen doet, van Earth Day houdt en Halloween boycotte vanwege wreedheid tegen pompoenen.
- David Lengel als Lou Scoopmaker (seizoen 3), een nieuwsverslaggever die Malibu's nieuwssegment "Lou Scoopmaker's Hot Scoop" host en interactie heeft met de Vuuuglers.
- Ross Kobelak is sinds het begin van de serie ook verschenen als Horse Face Guy, een mede-Vuuugle-ster die altijd een zwart paardenhoofdmasker draagt en nooit praat.

## Productie
De serie is gemaakt door Kyle Stegina en Josh Lehrman, die werden ontdekt door het Disney Channel Storytellers-programma. Ze dienen als co-uitvoerende producenten van de serie. Eric Friedman en Ron Rappaport dienen als uitvoerende producenten, met Eric Friedman als showrunner. Marc Warren, die eerder toezicht hield op Disney Channel Storytellers, was de uitvoerend producent van de pilot. De serie begon begin 2016 met filmen. Op 15 december 2016 vernieuwde Disney Channel de serie voor een tweede seizoen. Op 22 juli 2017 werd aangekondigd dat Jake Paul zowel Bizaardvark als Disney Channel zou verlaten. Op 19 april 2018 maakte Disney Channel bekend dat een eerder onaangekondigd derde seizoen in de zomer van 2018 in première zou gaan. Op 30 mei 2018 werd aangekondigd dat Maxwell Simkins en Elie Samouhi zich bij de cast van de serie hadden aangesloten, waarin ze respectievelijk tween-bloggers Zane en Rodney speelden.

## Uitzending
De serie ging in première in zowel de Verenigde Staten als Canada na de première van Adventures in Babysitting op respectievelijk Disney Channel en Disney Channel Canada op 24 juni 2016. Het eerste seizoen eindigde op 27 januari 2017. Het tweede seizoen ging in première op 23 juni 2017 en eindigde op 13 april 2018. Het derde seizoen ging in première op 24 juli 2018 en eindigde op 13 april 2019.

## Ontvangst
Owen Gleiberman van Variety verklaarde dat de serie innovatief is omdat het een eigenzinnige en surrealistische satirische sitcom is, terwijl hij beweert dat Madison Hu en Olivia Rodrigo er vakkundig in slagen vroegrijpheid met ironie in hun personages vast te leggen. Emily Ashby van Common Sense Media beoordeelde de serie met 3 van de 5 sterren, complimenteerde de weergave van positieve boodschappen, zoals vriendschap en acceptatie, en prees de aanwezigheid van rolmodellen, waarbij ze verklaarde dat de personages van Hu en Rodrigo doorzettingsvermogen en teamwerk uitbeelden.